# Mein
Mein è un singolo del gruppo musicale statunitense Deftones, pubblicato il 9 marzo 2007 come secondo estratto dal quinto album in studio Saturday Night Wrist.

## Descrizione
Quinta traccia dell'album, Mein ha visto la partecipazione vocale di Serj Tankian, cantante e tastierista dei System of a Down. Egli ha inoltre provveduto alla composizione del brano stesso insieme ai Deftones e a Shaun Lopez dei Far.
Nel 2013, attraverso il sito reddit, un fan ha domandato a Tankian l'origine della collaborazione con i Deftones al brano, a cui il cantautore ha risposto che il frontman Chino Moreno propose lui di partecipare e lui accettò.

## Video musicale
Il video mostra alcuni appassionati di hip hop fare break dance e alcuni skater mentre i Deftones eseguono il brano. Serj Tankian non appare nel video nonostante ci siano le sue parti vocali all'interno della canzone.

## Tracce
Testi e musiche dei Deftones, Serj Tankian e Shaun Lopez, eccetto dove indicato.
CD promozionale (Europa)
1. Mein – 3:58

CD (Europa)
1. Mein – 4:01
2. Cherry Waves (Acoustic Version) – 5:07 (Deftones)

Download digitale
1. Mein – 3:58
2. Cherry Waves (Acoustic Version) – 5:04 (Deftones)
3. Mein (Video) – 3:58

## Formazione
Gruppo
- Chino Moreno – voce
- Stephen Carpenter – chitarra
- Chi Cheng – basso
- Frank Delgado – tastiera, campionatore
- Abe Cunningham – batteria

Altri musicisti
- Serj Tankian – voce aggiuntiva

Produzione
- Bob Ezrin – produzione
- Deftones – produzione
- Shaun Lopez – produzione parti vocali, produzione aggiuntiva
- Brian Virtue – registrazione, ingegneria del suono
- Brian Humphrey – registrazione, ingegneria del suono
- Ryan Gorman – ingegneria Pro Tools
- Ryan Williams – missaggio
- Brian Warwick – assistenza al missaggio
- Howie Weinberg – mastering

## Classifiche
| Classifica (2007)             | Posizione massima |
| ----------------------------- | ----------------- |
| Stati Uniti (mainstream rock) | 40                |

## Date di pubblicazione
| Paese                 | Data di pubblicazione | Formato           | Note  |
| --------------------- | --------------------- | ----------------- | ----- |
| Europa                | 9 marzo 2007          | Download digitale | [ 5 ] |
| Stati Uniti d'America | 13 marzo 2007         | Airplay           | [ 6 ] |